# Rainer Schlutter
Rainer Schlutter (* 14. září 1946, Greiz) je bývalý východoněmecký fotbalista, záložník, reprezentant Východního Německa (NDR).

## Fotbalová kariéra
V východoněmecké oberlize hrál za FC Carl Zeiss Jena, nastoupil ve 235 ligových utkáních a dal 29 gólů. S FC Carl Zeiss Jena vyhrál dvakrát východoněmeckou oberligu a dvakrát východoněmecký fotbalový pohár. V Poháru mistrů evropských zemí nastoupil v 6 utkáních, v Poháru vítězů poháru nastoupil v 7 utkáních a v Poháru UEFA nastoupil v 15 utkáních a dal 1 gól. Za reprezentaci Východního Německa (NDR) nastoupil v letech 1970-1971 v 5 utkáních.

## Ligová bilance
| Ročník          | Zápasy | Góly | Klub               |
| --------------- | ------ | ---- | ------------------ |
| I. liga 1966/67 | 14     | 1    | FC Carl Zeiss Jena |
| I. liga 1967/68 | 25     | 7    | FC Carl Zeiss Jena |
| I. liga 1968/69 | 25     | 4    | FC Carl Zeiss Jena |
| I. liga 1969/70 | 21     | 2    | FC Carl Zeiss Jena |
| I. liga 1970/71 | 24     | 1    | FC Carl Zeiss Jena |
| I. liga 1971/72 | 22     | 1    | FC Carl Zeiss Jena |
| I. liga 1972/73 | 26     | 2    | FC Carl Zeiss Jena |
| I. liga 1973/74 | 23     | 4    | FC Carl Zeiss Jena |
| I. liga 1974/75 | 24     | 3    | FC Carl Zeiss Jena |
| I. liga 1975/76 | 16     | 2    | FC Carl Zeiss Jena |
| I. liga 1976/77 | 15     | 2    | FC Carl Zeiss Jena |
| CELKEM I. liga  | 235    | 29   |                    |